# Terence Smith (voile)
Terence Smith est un skipper britannique né le 18 octobre 1932 et mort en septembre 2021.

## Carrière
Terence Smith obtient une médaille de bronze olympique de voile en classe Sharpie 12 m2 avec Jasper Blackall aux Jeux olympiques d'été de 1956 de Melbourne à bord du Chuckles.